# María Victoria Menis
María Victoria Menis (Buenos Aires, 18 de marzo de 1954) es una dramaturga, directora y guionista de cine argentina. Es docente en la Universidad de Buenos Aires, en el ENERC (Instituto Nacional de Cine y Artes Audiovisuales) y en la Escuela de Cine de Avellaneda, Buenos Aires. Escribió obras de teatro y guiones de televisión y ha filmado varias películas.

## Carrera profesional
María Victoria Menis egresó del Centro Experimental del Instituto Nacional de Cinematografía, Argentina (ENERC), donde posteriormente ejerció la docencia, y sus primeras producciones fueron los cortometrajes Vecinas (1984) y ¿A qué hora? (1985), por los cuales la Embajada de Francia en Argentina le otorgó dos premios George Méliès.
Su primer largometraje, que codirigió con Pablo Nisenson sobre guion de ambos, fue Los espíritus patrióticos, un filme que según el crítico Rómulo Berruti “como juego libre y transgresor, se justifica a sí mismo y resulta de a ratos regocijante. Pero al mismo tiempo, se queda en el nivel de la travesura menor”. Esta película fue galardonada con el premio Cóndor de Plata a la mejor ópera prima de 1989 y con los premios mejor ópera prima en los festivales de cine de Santa Fe y de Bariloche y se exhibió como invitada en el festival de cine del American Film Institute y en el de Chicago.
Su siguiente filme fue Arregui, la noticia del día (2001), una comedia que gira en torno al replanteo de su matrimonio y de su vida que realiza un gris empleado que atiende al público en el Archivo de Tribunales cuando se entera de que tiene una enfermedad terminal, que contó con la actuación de Carmen Maura y Enrique Pinti. Esta película fue exhibida como invitada en los festivales de San Pablo (Brasil), Ginebra (Suiza), Islantilla (España), Chicago, San Diego y Miami (Estados Unidos).
En el año 2003 dirigió y escribió El cielito, sobre su propio guion escrito en colaboración con Alejandro Fernández Murray, una película trata sobre el lazo que se establece entre un muchacho vagabundo y un niño cuyos padres no pueden ni quieren cuidarlo. Narración conmovedora y desesperada de una situación de supervivencia y pérdida, sin posibilidad de salida feliz. La película obtuvo críticas elogiosas de la prensa argentina y francesa y ganó los premios CANAL ARTE - C.I.C.A.E. - Futur Talents Signis - Premio a la película más solidaria del festival en el Festival Internacional de Cine de San Sebastián, el Premio Especial del jurado para Leonardo Ramírez, como Mejor Actor Protagónico en el Festival Internacional de Cine de Biarritz, y los premios FIPRECI (de la crítica internacional) y SIGNIS en el Festival Internacional de Cine de La Habana, Cuba.
Luego dirigió la coproducción francoargentina La cámara oscura, una historia que narra el encuentro -y sus consecuencias- entre Gertrudis, una mujer considerada "fea" por la comunidad que se crio en una colonia judía de la provincia de Entre Ríos y un fotógrafo francés, en la segunda década del 1900, que descubre su belleza ocuta. Una de las crónicas expresó sobre el filme: “Menis construye un entramado audiovisual (…) lleno de climas y atmósferas, detalles y observaciones que hacen al mundo interior de la protagonista y a la evolución y desenlace de la trama. La realizadora (...) elabora con delicadeza y sofisticación cada detalle de la puesta en escena (...) una pequeña gran película, de esas que permanecen en la retina, en la memoria y en el corazón mucho tiempo después de que terminan los créditos finales y se prenden las luces de la sala”.

### Televisión
En colaboración con Juan Carlos Marín y Guillermo Gianc realizó el guion de Cosecharás tu siembra, una telenovela que produjo Canal 9 en 1991 pensada para el mercado externo protagonizada por Luisa Kuliok y Osvaldo Laport. La telenovela, en cuya trama se incorporaron elementos de la mafia Siciliana, no tuvo el éxito esperado pero obtuvo el premio Martín Fierro de ese año.
Los mismos guionistas fueron convocados en 1994 para otra telenovela con la misma pareja protagónica a la que se agregaba la actriz venezolana Grecia Colmenares. La historia, que transcurría entre 1830 y 1870, exigía filmaciones en exteriores –muchas se hicieron cerca de San Antonio de Areco- una escenografía de envergadura –por ejemplo, se recreó un fortín militar- y un abundante vestuario de uniformes y de vestidos con miriñaque. Los libretistas tuvieron la asesoría de dos historiadores respecto del contexto de la época. En este tipo de ciclos lo habitual es que los libretos se vayan elaborando con poca anticipación a la actuación para irlos variando de acuerdo con las respuestas del público, pero como en este caso la escenografía y el vestuario requerían mayor antelación, los libretistas debían arriesgarse en cuanto al rumbo a seguir sin contar con esa información, para entregarlos veinte días antes de la grabación. Durante 9 meses fue un éxito con un promedio de audiencia de 23 puntos y obtuvo los Martín Fierro a la mejor telenovela y a la mejor producción.

## Teatro
Por la obra infantil Gamuza, que escribió y dirigió en 1996, obtuvo el Premio Argentores. También escribió Payasos Imperiales (1996) que se representó en 1999 en el Teatro General San Martín Lágrimas en el Sahara, una historia de amor, con el condimento del radioteatro, que se estrenó en el Teatro Nacional Cervantes y obtuvo en 2000 el Premio Nacional de Dramaturgia.

## Filmografía
Directora
- Miranda de viernes a lunes (2024)
- María y el araña  (2013)
- La cámara oscura  (2008)
- El cielito (2004)
- Arregui, la noticia del día (2001) (como María V. Menis)
- Los espíritus patrióticos (1989)
- A qué hora (1985)
- Vecinas (1984)

Guionista
- Miranda de viernes a lunes (2024)
- María y el araña  (2013)
- La cámara oscura  (2008)
- El cielito (2004)
- Arregui, la noticia del día (2001) (como María V. Menis)
- Los espíritus patrióticos (1989)
- Vivir a los 17  (1986)

Diseñador de Producción
- Arregui, la noticia del día (2001)

 Coordinador de post-producción
- Arregui, la noticia del día (2001)

## Televisión
Directora
- Más allá del horizonte (1994) Serie

Guionista
- Más allá del horizonte (1994) Serie
- Cosecharás tu siembra (1991) Serie

Actuación
- Miradas 2 .... Ella misma (1 episodio, 2009)
- B 360º .... Ella misma (1 episodio, 2006)

## Premios y distinciones
Festival Internacional de Cine de San Sebastián
| Año  | Categoría                  | Película   | Resultado |
| ---- | -------------------------- | ---------- | --------- |
| 2004 | Premio ARTE                | El cielito | Ganadora  |
| 2004 | Premio CICAE               | El cielito | Ganadora  |
| 2004 | Premio Futur Talent SIGNIS | El cielito | Ganadora  |
| 2004 | Premio Elkartasun Saria    | El cielito | Ganadora  |